# 藝術贗品

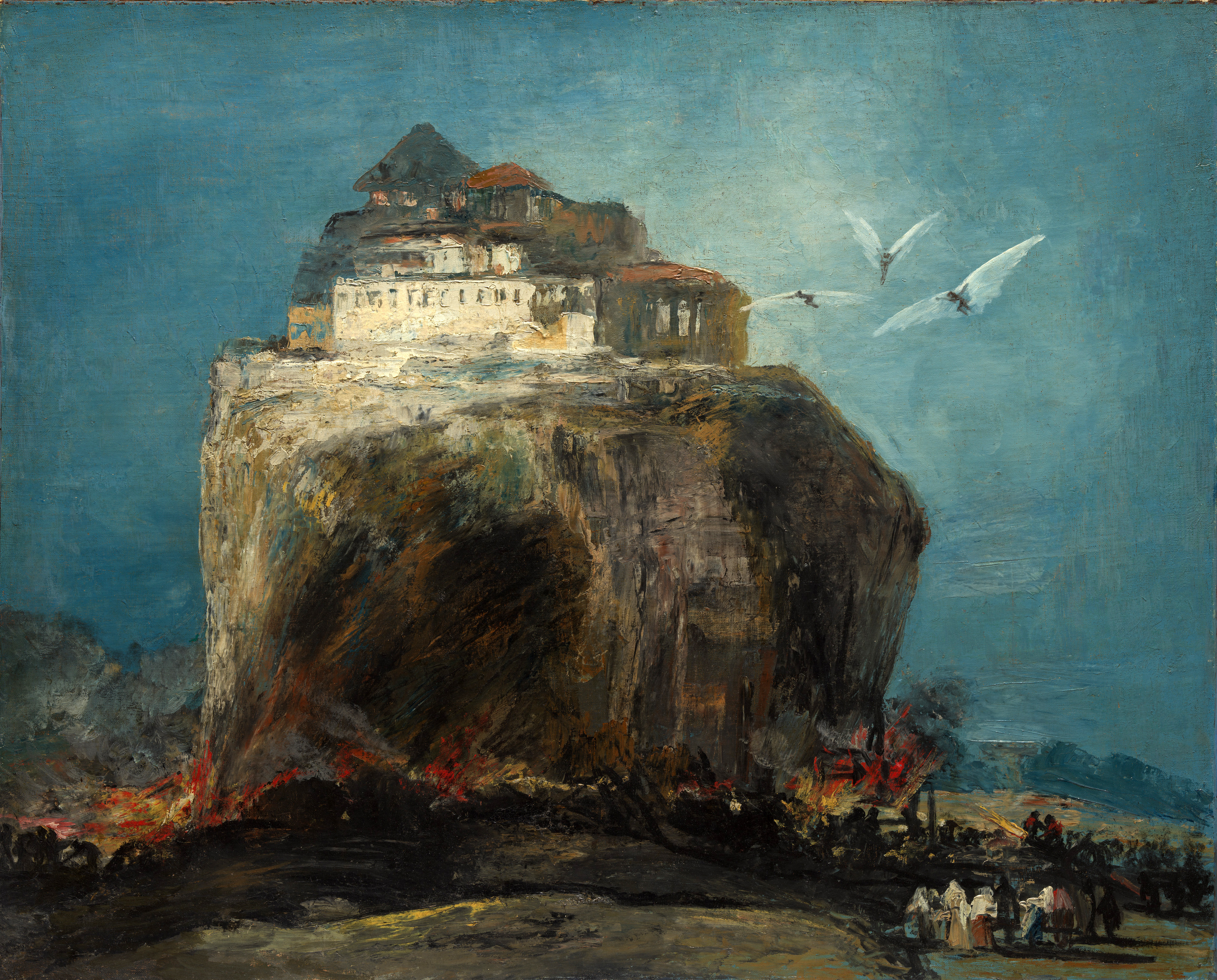
《石上之城》，長期被認為是弗朗西斯科·戈雅的畫作，現在被鑒定為是十九世紀 Eugenic Lucas 的仿製品。畫作部份模仿了戈雅的著名作品，故此被視為仿品。可以對照戈雅的畫作五月樹。

藝術贗品（Art Forgery）是指任何偽冒其他藝術家的作品。由於藝術品有商業價值，偽造可以獲得巨大利潤。
贗品不同於複製品或仿品。复制品（Replicas, reproductions）是為了教育與其他目的而被複製，複製者會在複製品上標記，以方便觀者容易辨識其非原作。博物館為了保護脆弱的文物，亦往往會展示複製品，但複製品大小尺寸和原作必須有異，並且會標記注明。仿品（Imitations, Pastiche）是指學生臨摹老師，或後人模仿前輩大師的作品，和原作未必完全相同，但亦須注明是仿品。若果複製品或仿品假冒成原作出售，則視為贗品。

## 歷史
仿製藝術品的歷史至少可追溯至兩千年前。古羅馬的雕塑家仿製了許多古希臘的雕塑，而當時的買家未必知道是仿製品。但古羅馬的藝術多為了描述宗教神話、記錄歷史和作為建築裝飾之用。當時人們未必重視藝術家的個人身份，社會並不視仿製為罪行。
文藝復興時期，不少藝術家透過模仿同時期或古代的作品來學習。有時畫家亦會替學生售賣其仿製的作品，這些仿製行為被視為向大師的致敬，而不一定被視為偽造。以至今天要分辨哪些是大師還是其學生的作品有困難。
十四世紀末開始，意大利人重新發現古羅馬的文物，富裕的貴族和中產階級開始收藏藝術品。藝術品成為可以買賣的商品，而藝術品的價值常常和藝術家的名氣相關。藝術家開始在作品上留下標記或簽名。而藝術品市場漸漸供過於求，於是出現不少仿製品和偽冒簽名。
二十世紀的藝術市場蓬勃，畢加索、達利、保羅·克利、馬蒂斯的名畫經常被偽造。博物館、畫廊和私人收藏家在買賣時常常需要專家協助鑒定，以年代測量、科學化驗、歷史文獻對照等方法去辨別真品和贗品。假冒他人的藝術品在不少國家法例中是刑事罪行。
中國書畫一直以來都有臨摹的傳統，以模仿來學習和繼承傳統，並不一定視之為罪行。現存王羲之的快雪時晴帖，學者認為是唐代的摹本。文獻顯示，唐太宗命善於書法的大臣臨摹快雪時晴帖以便傳世，至於真跡則與其陪葬。北宋畫家與詩人蘇軾也發現，當時收藏家所藏的吳道子作品，大部份是朱繇的偽作。有時仿製品本身亦有價值，如清明上河圖原作已經失傳，今傳的清院本亦價值甚高。
在中國歷史上有三個偽造書畫的高峰期，第一個高峰發生至十一世紀至十二世紀初的宋朝，偽造藝術品成為極為普遍的現象。第二個高峰期是發生在明朝，十六世紀到十七世紀前半，商業的繁盛促進了藝術市場的興盛，同時也帶動了贗品的生產。第三個高峰期發生在清末民初，十九世紀後半到二十世紀初期。自二十世紀七十年代末以來，隨著改革開放，中國古代和當代的藝術品的市場都日漸興盛，贗品的生產亦再次踏入高峰。

## 贗品的鑒別

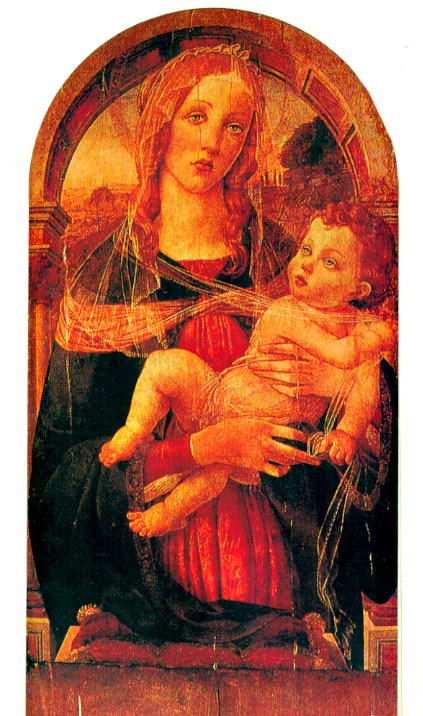
這幅聖母與聖子的贗品上的蟲洞被發現是用鑽打出來的孔，而聖母的袍用了普魯士藍，但這種顏料是十八世紀才發明的。學者推測此贗品為1920年代意大利人偽造。

鑒別藝術品真偽首先從觀察作品本身入手，如看看有沒有漏掉的細節或抄襲其它畫作的痕跡，以及辨別簽名或其它標記真偽等等。其次是鑒別製作藝術品所用的材料和工具，如畫作的顏料、畫布、畫框，雕塑是用甚麼工具雕刻或塑造等等，與同時期藝術品和歷史文獻等等對照，以確定是否屬於該藝術家的年代和風格。除此之外，亦可以透過紫外線或X光去辨別一些肉眼無法觀察到的細節，例如畫作有沒有內層，和有沒有被後來修改或加添的痕跡。放射性碳定年法和白鉛定年法可以用來探測文物的年份。但若果仿製品是同時期畫家，甚至是藝術家讓學生複製的作品，即使專家在區分真偽之時亦會有爭論。

## 照片的複製
照片透過底片沖曬而製作，假若有人得到底片，即可以無限複製。到了今天數碼照片可以電腦製作和複製，辨別照片是否假冒頗有難度。

## 法律
在美國聯邦及各州法律，偽造藝術品是刑事罪行，無論是複製者、和將複製品假冒成原作販賣者都是犯法。抄襲他人的藝術品屬於侵犯版權的行為。

## 外部連結
- A History of Art Forgery. （页面存档备份，存于）
- Judging the Authenticity of Prints by The Masters. （页面存档备份，存于） by art historian David Rudd Cycleback
- Museum Security Network
- Careful Collecting: Fakes and Forgeries
- Can science help solve art crime? （页面存档备份，存于）
- Famous Forgers （页面存档备份，存于）
- Art Signature Dictionary - See signatures both genuine and counterfeit （页面存档备份，存于）